# Lézigné
Lézigné är en kommun i departementet Maine-et-Loire i regionen Pays de la Loire i nordvästra Frankrike. Kommunen ligger i kantonen Seiches-sur-le-Loir som tillhör arrondissementet Angers. År 2018 hade Lézigné 762 invånare.

## Befolkningsutveckling
Antalet invånare i kommunen Lézigné
| Referens: INSEE |